# Лісничівка (ботанічний заказник)
Лісничі́вка — ботанічний заказник місцевого значення в Україні. Розташований у Подільському районі Одеської області, поблизу села Лісничівка. 
Площа заказника — 3176 га. Розташований на території урочища Лісничівка, у кварталах 1—52 Лісничівського лісництва Балтського держлісгоспу. Створений згідно з рішенням облвиконкому від 02.10.1984 року № 493. Межі заказника регламентуються розпорядженням Балтської районної державної адміністрації від 07.11.2008 року № 1086/А-2008.. 
Заказник створено для охорони одного з великих лісових масивів на межі степової та лісостепової зон України. Масив має велике ґрунтозахисне та наукове значення. На території урочища є ділянки з еталонними дубовими насадженнями, трапляються дуб скельний, цінні лікарські рослини. Лісовий масив є одним з найцінніших на території області. Згідно з даними екологічного обстеження 2003 р. масив характеризується найбільшою в області фіторізноманітністю. Більша частина території заказнику перебуває у задовільному стані, але на території лісового масиву проводяться суцільні рубки, що зменшує його цінність. 
На території заказника зростає багато рідкісних видів рослин, у тому числі видів з Червоної книги України, збереглися ділянки з віковими дубами.. 